# LabEx Tepsis
Le LabEx Tepsis (Transformation de l'État, politisation des sociétés et institution du social) est un laboratoire de recherche français porté par l'École des hautes études en sciences sociales (EHESS), l'université Paris-1 Panthéon-Sorbonne, l'Institut national du service public (INSP) et le Centre de formation des journalistes de l'université Paris-Panthéon-Assas (CFJ). 
L’activité du LabEx Tepsis vise à relier l’analyse des modes de gouvernement des sociétés modernes et contemporaines, et celle des pratiques sociales qui transforment les formes d’organisation et de régulation des activités humaines. 

## Présentation
Le laboratoire d'excellence regroupe 17 membres dont 15 composantes, des unités mixtes de recherche, relevant de l’École des hautes études en sciences sociales (EHESS), de l'université Panthéon-Sorbonne et/ou du Centre national de la recherche scientifique (CNRS), ainsi que deux établissements, le Centre d’expertise et de recherche administrative (CERA) de l'INSP (ex-ENA) et le Centre de formation des journalistes (CFJ), établissement-composante de l'université Paris-Panthéon-Assas.
Il fait partie de l’initiative d’excellence Paris Nouveaux Mondes (PNM) d'Hesam Université (IDEX). Il est dirigé par Jean-Frédéric Schaub, directeur d'études EHESS.

## Historique
Le ministère de l’Enseignement supérieur et de la recherche a validé ce projet en février 2012 comme l’un des 71 lauréats de la deuxième vague des « Laboratoires d’excellence »,  (LabEx).

## Direction
- Jean-Frédéric Schaub (2014-)

## Objectif
L’objectif principal du projet EHNE est de relier l’analyse des modes de gouvernement des sociétés modernes et contemporaines, et celle des pratiques sociales qui transforment les formes d’organisation et de régulation des activités humaines.
Le projet est à l'origine porté par la communauté d'universités et établissements parisienne HESAM Université, ainsi que par quinze laboratoires partenaires issus de deux établissements, l'École des hautes études en sciences sociales et l'université Paris 1 Panthéon-Sorbonne, ainsi que l'École nationale d'administration, devenue l'Institut national du service public et le Centre de formation des journalistes :
- École des hautes études en sciences sociales (EHESS) et Université Paris-1 Panthéon-Sorbonne
  - Centre Asie du Sud-Est (CASE ; UMR 8170)
  - Centre Chine Corée Japon (CCJ ; UMR 8173)
  - Centre d’Études de l’Inde et de l’Asie du Sud (CEIAS ; UMR 8564)
  - Centre d’études des mouvements sociaux (CEMS ; FRE 2023)
  - Centre d’études des mondes Russe, Caucasien et Centre-européen (CERCEC ; UMR 8083)
  - Centre de recherche médecine, sciences, santé, santé mentale, société (Cermes3 ; UMR 8211)
  - Centre d’études sociologiques et politiques Raymond Aron (CESPRA ; UMR 8036)
  - Centre d’études Turques, Ottomanes, Balkaniques et Centrasiatiques (CETOBaC ; UMR 8032)
  - Centre Maurice Halbwachs (CMH ; UMR 8097, ENS-PSL)
  - Centre de recherches historiques (CRH ; UMR 8558)
  - Institut de recherche interdisciplinaire sur les enjeux sociaux (IRIS ; UMR 8156)
  - Laboratoire interdisciplinaire d’études sur les réflexivités (LIER ; FRE 2024)
  - Mondes Américains (UMR 8168)
  - Centre européen de sociologie et de science politique de la Sorbonne (CESSP ; UMR 8209)
  - Institut des mondes africains (IMAF ; UMR 8171)
- Université Paris-Panthéon-Assas
  - Centre de formation des journalistes (CFJ)
- Institut national du service public (INSP)
  - Centre d’expertise et de recherche administrative (CERA)

L’équipe du LabEx Tepsis est composée de plus de 300 de chercheurs, dirigés par Jean-Frédéric Schaub.
Le Centre national de la recherche scientifique (CNRS), l'Inserm et l'Université PSL sont des partenaires institutionnels du LabEx.